# Visió tricromàtica
No s'ha de confondre amb Tricromia.
La visió tricromàtica és la qualitat de posseir tres canals independents per comunicar informació cromàtica, derivats dels tres tipus diferents de cons.
L'explicació normal de la visió tricromàtica és que la retina de l'organisme conté tres tipus de receptors cromàtics (que en els vertebrats s'anomenen cons) amb diferents espectres d'absorció. En la pràctica, el nombre de tipus de receptors pot ser superior a tres, car diferents tipus poden estar actius a diferents intensitats lumíniques. En els vertebrats amb tres tipus de cons, a intensitats lumíniques baixes els bastons poden contribuir a la visió en color, proporcionant una petita regió de visió tetracromàtica a l'espai cromàtic.
Els éssers humans i altres primats propers solen ser tricromats, igual que algunes femelles de la majoria d'espècies de micos del Nou Món, i els aluates, tant mascles com femelles. Investigacions recents suggereixen que la visió tricromàtica també podria estar bastant estesa en els marsupials. Actualment es creu que la majoria d'altres mamífers són dicromats, amb només dos tipus de cons (tot i que disposen d'una visió tricromàtica limitada a baixes intensitats lumíniques, quan estan actius tant els bastons com els cons). La majoria d'estudis de carnívors, com en altres mamífers, revelen que són dicromats. En són exemples el gos domèstic, la fura i la hiena tacada. Algunes espècies d'insectes (com l'abella de la mel) també són tricromades, sent sensibles a l'ultraviolat, el blau i el verd en lloc del blau, el verd i el vermell.